# Елхофен
Елхофен (њем. Ellhofen) општина је у њемачкој савезној држави Баден-Виртемберг. Једно је од 46 општинских средишта округа Хајлброн. Према процјени из 2010. у општини је живјело 3.340 становника. Посједује регионалну шифру (AGS) 8125024.

## Географски и демографски подаци
Елхофен се налази у савезној држави Баден-Виртемберг у округу Хајлброн. Општина се налази на надморској висини од 189 метара. Површина општине износи 5,9 km². У самом мјесту је, према процјени из 2010. године, живјело 3.340 становника. Просјечна густина становништва износи 570 становника/km².

## Међународна сарадња
| Мјесто | Држава  | Врста сарадње | Од    |
| ------ | ------- | ------------- | ----- |
| Печоли | Италија | партнерство   | 1987. |
| Извор  |         |               |       |